# Phidiana pselliotes
Phidiana pselliotes är en snäckart som beskrevs av Labbe 1923. Phidiana pselliotes ingår i släktet Phidiana och familjen Facelinidae. Inga underarter finns listade i Catalogue of Life.